# Димитрис Парцалидис
Димитрис (Мицос) Менихтас (на гръцки: Δημήτρης (Μήτσος) Παρτσαλίδης) е гръцки синдикалист и политик, водач и член на Комунистическата партия на Гърция.

## Биография
Роден е в 1903 година в Трапезунд, тогава в Османската империя. Завършва образованието си в Солун. От 1924 година е член на Федерацията на комунистическата младеж на Гърция и от следващата година е член на Комунистическата партия на Гърция, където е развива широка политическа дейност, особено като член на Асоциацията на пушачите в Кавала, с помощта на която е избран два пъти за депутат в Гръцкия парламент от Кавала – в септември 1932 година и в януари 1936 година. Избран е за демарх (кмет) на Кавала на общинските избори на 11 февруари 1934 година и става първият комунистически кмет на град в Гърция. Заема поста до юни на същата година.
Умира от сърдечен удар в Атина на 22 юни 1980 година.